# Can Artam
Can Artam (Istanbul, 30 de junho de 1981) é um automobilista turco.

## Registros naGP2 Series
| Ano  | Equipe               | No. | Corridas | Poles | Vitórias | Pontos | Posição final |
| 2005 | iSport International | 02  | 23       | 0     | 0        | 2      | 22°           |